# 1950
1950 (MCML) fon un any començat en diumenge, corresponent a l'any 2900 del calendari amazic i al 6700 del calendari assiri.

## Esdeveniments
Països Catalans
Resta del món
- 6 de gener: el Regne Unit reconeix la República Popular de la Xina.
- 26 de gener: l'Índia promulga la seva constitució que estableix la república com a forma de govern. Rajendra Prasad esdevé el primer president del país.
- 28 de gener - Somalilàndia esdevé un mandat italià.
- 14 de febrer - Tractat d'Amistat, Aliança i Assistència Mútua entre la República Popular de la Xina i la Unió Soviètica.[1]
- 23 de març - Món: hi entra en vigor el conveni de l'Organització Meteorològica Mundial.
- 11 de maig - S'estrena La cantant calba, primera obra dramàtica d'Eugène Ionesco que des de 1957 es representa ininterrompudament al Théâtre de La Huchette de París.[2]
- 25 de juny - Guerra de Corea: tropes de la Corea del Nord creuen el Paral·lel 38 i envaeixen la Corea del Sud.
- 27 de juny - Guerra de Corea: el president nord-americà Harry Truman determina que tropes del país ajudin la defensa de la Corea del Sud.
- 2 d'octubre - Charles M. Schulz publica per primer cop la tira dels Peanuts, amb els famosos Charlie Brown i el seu gos Snoopy.
- 1 de novembre - Vaticà: Pius XII declara com a dogma l'Assumpció de Maria.
- 14 de desembre - Es crea l'ACNUR per una resolució de l'Assemblea General de les Nacions Unides.
- Llançament del refresc carbonat de llima Chilsung.
- Barcelona: es funda l'Obra del Ballet Popular.[3]

### Premis Nobel
| Camp                  | Guardonats                                                            |
| --------------------- | --------------------------------------------------------------------- |
| Física                | - Cecil Powell                                                        |
| Química               | - Otto Diels - Kurt Alder                                             |
| Medicina o Fisiologia | - Philip Showalter Hench - Edward Calvin Kendall - Tadeusz Reichstein |
| Literatura            | - Bertrand Russell                                                    |
| Pau                   | - Ralph Bunche                                                        |

### Tecnologia
```
Fa 75 anys
!
```

El 5 de juliol, Naoharu Yamashina fundà l'empresa joguetera Bandai.
El 25 d'agost, la Canadian National Exhibition presentà la màquina Bertie the Brain, un joc de tres en ratlla entre un jugador humà i una intel·ligència artificial amb dificultat ajustable, dissenyat per Josef Kates —inventor també del primer semàfor automàtic—.

## Naixements
Les persones nascudes el 1950 faran 75 anys durant l'any 2025: entre elles hi ha el músic Remigi Palmero i Ruà.
Països Catalans
- 4 de gener - Navarrés, Canal de Navarrés: Joan Baptista Humet, cantautor català (m. 2008).
- 9 de gener - Roanne, França: Pia Crozet, escultora francesa establerta a Catalunya des dels anys setanta.[4]
- 25 de gener - València: Josepa Cucó i Giner, antropòloga valenciana, membre de l'IEC.[5]
- 26 de gener - Xirivella, l'Horta Oest: Juan Cotino Ferrer, empresari i polític valencià, conseller de la Generalitat Valenciana a diversos governs del Partit Popular.
- 7 de febrer - Barcelona: Ramon Solsona i Sancho, escriptor, periodista i publicista.
- 9 de febrer - València: Xavier Mariscal, dissenyador i artista.
- 27 de març - Barcelona: Núria de Dalmases, doctora en filosofia i lletres i catedràtica d'Història de l'art especialitzada en orfebreria medieval.[6]
- 30 de març - Cabezón de la Sal, Cantàbria: María Teresa Carrera i González, política catalana d'origen càntabre i resident a Tarragona, ha estat diputada al Parlament de Catalunya.[7]
- 7 d'abril - València: Carmen Calvo Sáenz de Tejada, artista conceptual, destacada per la seva aportació a l'art contemporani.[8]
- 8 d'abril - València: Glòria Marcos i Martí, política i professora valenciana.[9]
- 10 d'abril - Barcelona: Víctor Alexandre, escriptor.
- 15 d'abril - Pollença: Joana Serra de Gayet, escriptora i professora mallorquina.[10]
- 3 de maig - Utiel, Plana d'Utiel: Gabriel Albiac, filòsof i escriptor.
- 14 de maig - Birmingham: Valerie Powles, mestra i activista veïnal anglesa instal·lada al Poble-sec de Barcelona (m. 2011).[11]
- 21 de maig -  Falset: Joan Giné Masdeu, escriptor i professor català (m. 2025).
- 26 de maig - Molins de Rei: Antònia Castellana i Aregall, política catalana, primera alcadessa de Molins de Rei en època democràtica.[12]
- 25 de juny - Barcelona: Maria Amèlia Pedrerol, cantant d'Els Setze Jutges, el seu membre número dotze.[13]
- 2 d'agost - Barcelona: Joan Albert Amargós i Altisent, compositor català.[14]
- 18 de setembre - València: Empar de Lanuza Hurtado, escriptora valenciana de literatura infantil en català i castellà.[15]
- 22 de setembre - París: Antònia de Armengol Criado, advocada i política valenciana.[16]
- 27 de setembre - Sabadell, Vallès Occidental: Fina Miralles Nobell, artista plàstica catalana.[17]
- 1 d'octubre - Barcelona: Mila Segarra i Neira, filòloga catalana.[18]
- 8 d'octubre, Barcelona: Lídia Santos i Arnau, advocada i política catalana.[19]
- 13 d'octubre - Xàtiva, la Costera: Alfonso Rus Terol, polític i empresari valencià, alcalde de Xàtiva des del 1995.
- 12 de desembre - Llíria: Francis Montesinos, dissenyador de moda valencià.
- 20 de desembre - el Figueró: Anna Bosch i Pareras, política i activista catalana (m. 2009).[20]
- 30 de desembre, Barcelona: Ester Bonet Solé, filòloga.
- Felanitx: Jaume Suau Puig, professor.
- Annaba: Baya Gacemi, periodista i escriptora

Resta del món
- 1 de gener, Bogotà: Laura Restrepo, escriptora i periodista colombiana.[21]
- 3 de gener, Fukuoka, Japó: Victoria Principal, actriu Japonesa-Estatunidenca.
- 2 de febrer, 
  - Bremen: Barbara Sukowa, actriu de teatre i cinema alemanya.[22]
  - Totana (Múrcia), Espanya: Bárbara Rey, actriu i vedet espanyola.[23]
- 6 de febrer, Los Angeles (Califòrnia): Natalie Cole, cantant, compositora, i intèrpret estatunidenca (m. 2015).[24]
- 12 de febrer, Madrid: Marta Fernández-Muro, actriu espanyola.[25]
- 20 de febrer, Tolosa (França): Jean-Paul Dubois, periodista i escriptor francès, Premi Goncourt de l'any 2019.[26]
- 22 de febrer, Smethwick, West Midlands, actriu i novel·lista anglesa, dues vegades nominada a l'Oscar.[27]
- 26 de febrer, Hamilton, Nova Zelanda: Helen Clark, política de Nova Zelanda que n'ha estat la primera ministra durant tres mandats.[28]
- 27 de gener, Matanzas, Cuba: Pedro Juan Gutiérrez, escriptor cubà.
- 2 de març, New Haven, Connecticut: Karen Carpenter, cantant i bateria estatunidenca, de The Carpenters (m.1983).[29]
- 15 de març, Sevilla: Pilar del Río, periodista i traductora espanyola.[30]
- 21 de març, Leningrad, URSS: Ielena Firsova, compositora russa.
- 27 de març, Detroit, Michigan, EUA: Maria Ewing, cantant d'òpera estatunidenca, soprano i mezzosoprano.[31]
- 6 d'abril, Valladolid, Espanya: Jorge Fernández Díaz, Ministeri de l'Interior d'Espanya.
- 1 de maig - Xangai (Xina): Yang Jiechi (en xinès 杨洁篪) polític i diplomàtic xinès, membre del 19è Politburó del Partit Comunista de la Xina i un dels quatre viceprimers ministres del govern (2017).[32]
- 8 de maig- Riga: Tatjana Ždanoka, matemàtica i política letona d'origen jueu, eurodiputada al Parlament Europeu.[33]
- 13 de maig - Saginaw, Michigan: Stevie Wonder, cantant, compositor, productor discogràfic, músic i activista social americà.[34]
- 16 de maig, Norwich: Arthur Henry Mann, compositor
- 16 de maig, Neuenkirchen, RFA: Johannes Georg Bednorz, físic alemany, Premi Nobel de Física de l'any 1987.[35]
- 23 de maig - Derry: Martin McGuinness, polític irlandès, viceministre principal d'Irlanda del Nord i comandant de l'Exèrcit Republicà Irlandès (m. 2017).[36]
- 24 de maig, Raoyang, Hebei (Xina): Sun Chunlan, política xinesa, viceprimer ministra del Govern xinès (2018)[37]
- 31 de maig, A Estradaː Mercedes Brea López, professora, investigadora i escriptora gallega.[38]
- 5 d'abril, Jönköping (Suècia): Agnetha Fältskog, cantant i compositora sueca coneguda sobretot per formar part del grup suec ABBA.[39]
- 26 d'abril, Lima (Perú): Susana Higuchi, política i enginyera japonesa-peruana. (m. 2021).[40]
- 6 de juny, París: Chantal Akerman, directora de cinema belga (m. 2015).[41]
- 8 de juny, Maringá, Paraná, Brasil: Sonia Braga, actriu brasilera.[42]
- 11 de juny, Roma, Itàlia: Andrea Riccardi, escriptor, polític i pacifista italià, fundador de la Comunitat de Sant Egidi, Premi Internacional Catalunya del 2001.
- 3 de juliol, Hangzhou, Zheijiang (Xina): Zhang Kangkang (en xinès tradicional: 張抗抗; en xinès simplificat: 张抗抗; en pinyin: Zhāng Kàngkàng) és una de les escriptores més destacats del panorama literari xinès contemporani. Una de les principals representants del moviment literari anomenat "literatura de les cicatrius".[43]
- 8 de juliol, Voorburg: Maria Machelina de Rooij –pseudònim literari de Maria van Daalen– poetessa i escriptora neerlandesa.[44]
- 15 de juliol, Atenes: Arianna Huffington, autora de columnes periodístiques i co-fundadora de The Huffington Post.[45]
- 29 de juliol, Gallipolis, Ohio: Jenny Holzer, artista avantguardista estatunidenca, que exhibeix aforismes a l'espai públic.[46]
- 2 d'agost, Copenhaguen: Jussi Adler-Olsen, actor
- 8 d'agost, París: Martine Aubry, política francesa, ha estat ministra, primera secretària del Partit Socialista francès i batllessa de Lilla.[47]
- 15 d'agost, Londres: Anna, Princesa Reial, aristòcrata anglesa, filla de la reina Elisabet II del Regne Unit i el príncep Felip d'Edimburg.[48]
- 30 d'agost, Pingshan, Hebei (Xina):  Li Zhanshu (en xinès 栗战书),polític xinès membre del Comitè Permanent del Politburó del Partit Comunista de la Xina (2017-) i President del Comitè Permanent de l'Assemblea Nacional Popular de la Xina (2018-).[49]
- 5 de setembre, Carna, Galway: Máire Geoghegan-Quinn, política irlandesa, Comissaria Europea entre 2010 i 2014.[50]
- 9 de setembre, Istanbul: Seyla Benhabib, pensadora contemporània, una de les filòsofes més influents en el món actual.[51]
- 17 de setembre:
  - Santiago de Xile: Soledad Alvear, advocada, acadèmica i política; senadora, ministra i precandidata a presidenta.[52]
  - Vadnagar (Índia): Narendra Modi, polític indi, Primer Ministre de l'Índia.[53]
- 20 de setembre, Bagnara, Calàbria (Itàlia): Loredana Bertè, cantant italiana.[54]
- 30 de setembre, Ciutat de Mèxic, Mèxic: Laura Esquivel, escriptora mexicana autora de la cèlebre novel·la Com aigua per a xocolata.[55]
- 9 d'octubre, Putney, Vermont (EUA): Jody Williams, mestra nord-americana, Premi Nobel de la Pau de l'any 1997.
- 10 d'octubre, Silver Spring, Maryland, (EUA): Nora Roberts, també coneguda com a Eleanor Marie Robertson Aufem-Brinke Wilder i amb els pseudònims de Sarah Hardesty, Jill March, i J.D. Robb, escriptora estatunidenca de novel·la romàntica.[56]
- 20 d'octubre, Gainesville, Florida (EUA): Tom Petty, músic de rock estatunidenc (m. 2017).[57]
- 27 d'octubre, Morristown, Nova Jersey: Frances Ann «Fran» Lebowitz, escriptora nord-americana.[58]
- 31 d'octubre, Bagdad: Zaha Hadid, Important arquitecta iraquiana, del corrent del desconstructivisme (m. 2016).[59]
- 1 de novembre, Visalia, Califòrnia (EUA): Robert B. Laughlin, físic nord-americà, Premi Nobel de Física de l'any 1998.
- 7 de novembre, Edimburg, Escòcia: Lindsay Duncan, actriu britànica guanyadora d'un Tony de teatre.[60]
- 16 de novembre, Madrid, Espanya: Amelia Valcárcel, filòsofa espanyola.[61]
- 20 de novembre, Montoir-sur-le-Loir: Jacqueline Gourault, política francesa.[62]
- 28 de novembre,
  - Differdange: Josiane Kartheiser periodista i escriptora luxemburguesa, que escriu en alemany i en luxemburguès.[63]
  - Nova York, EUA: Russell Alan Hulse, astrofísic nord-americà, Premi Nobel de Física de l'any 1993.
- 2 de desembre, Santianes de Pravia, Astúries: Olvido García Valdés, escriptora coneguda especialment per la seva obra poètica.[64]
- 5 de desembre, San Fernando, Cadis: Camarón de la Isla, cantaor flamenc espanyol (m. 1992).[65]
- 6 de desembre, Pakistan: Fauzia Nasreen, diplomàtica i professora pakistanesa, primera dona diplomàtica del seu país.[66]
- 12 de desembre, Nova York (EUA): Eric Maskin, economista nord-americà, Premi Nobel d'Economia de l'any 2007.
- 14 de desembre, Salobre, Castella-la Manxa: José Bono Martínez, polític espanyol pertanyent al PSOE.
- 18 de desembre, Melbourne: Gillian Armstrong, directora de cinema i de documentals australiana.[67]
- 21 de desembre, Martin, Txecoslovàquia: Patricie Holečková: escriptora txeca d'aforismes i epigrames.[68]

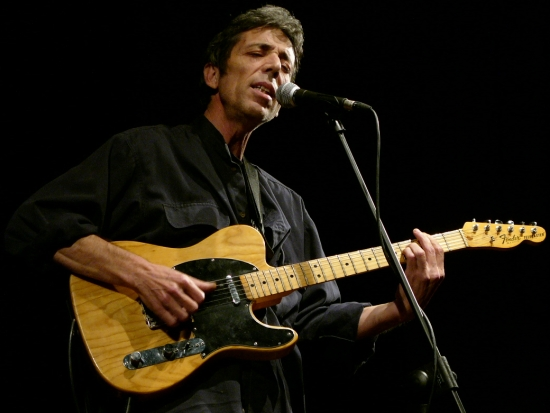
Remigi Palmero
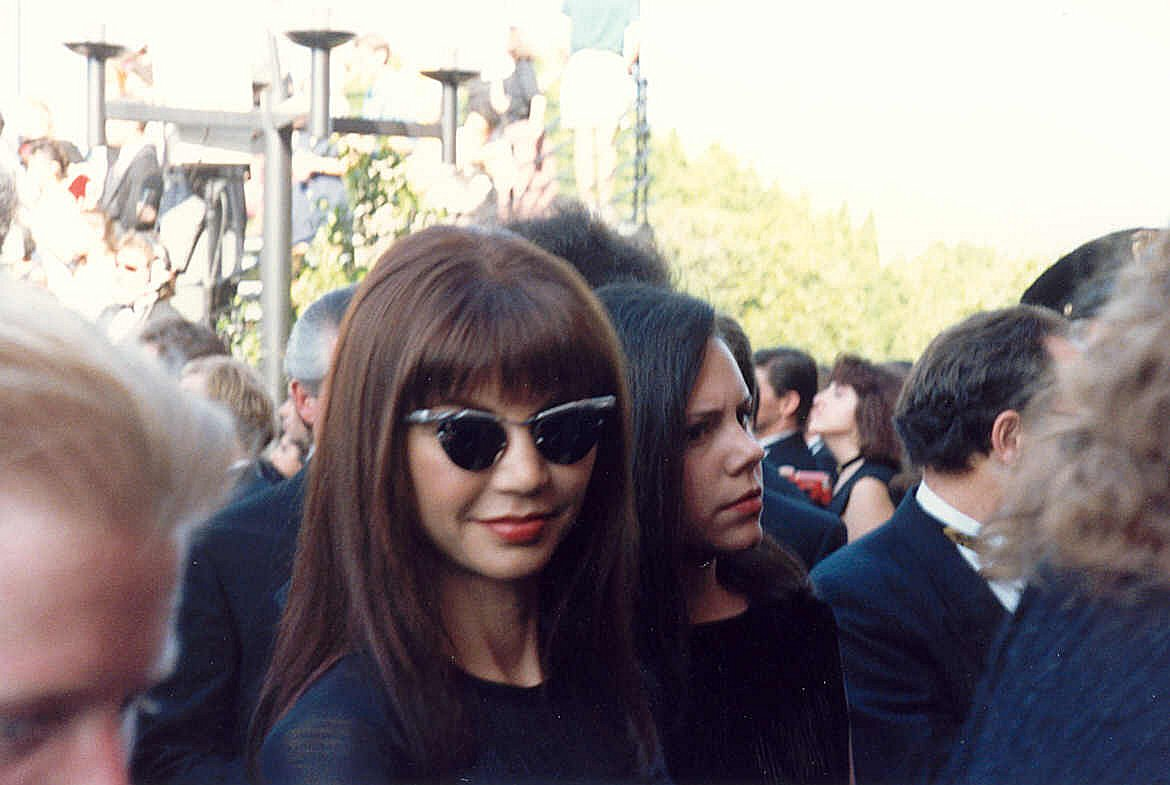
Victoria Principal

## Necrològiques
Països Catalans
- 24 de febrer, Barcelona: Manuel Sabaté i Llopart, anarcosindicalista català (n. 1927).[69]
- 9 de maig, Madrid, Espanya: Esteban Terradas i Illa, doctor en ciències exactes i en ciències físiques; enginyer de camins, canals i ports; i enginyer industrial català (n. 1883).
- 10 de novembre, Barcelona: Josefina Huguet, soprano lleugera catalana, la primera soprano catalana que enregistrà un disc d'òpera.[70]
- 26 de novembre, Barcelona: Emili Vallès i Vidal, gramàtic català (72 anys).
- 18 de novembre, Sabadell, Vallès Occidental: Antoni Estruch i Serrabogunyà, futbolista català actiu als anys 1920 (51 anys).
- 15 de desembre, Barcelona: Josep Maria Folch i Torres, escriptor català (n. 1880).[71]
- 30 de desembre, Madrid: Carles Padrós i Rubió, polític i empresari català, un dels fundadors del Reial Madrid Club de Futbol.

Resta del món
- 7 de gener, Buenos Aires, Argentina: Alfonso Rodríguez Castelao, polític, escriptor, pintor i dibuixant gallec (63 anys).
- 21 de gener, Londres: George Orwell, escriptor anglès.[72]
- 26 de gener, Guatemala: Constancia de la Mora Maura, alta funcionària de la Segona República espanyola exilada (n. 1906).[73]
- 6 de març, París: Albert Lebrun, enginyer, 15è president de la República Francesa, 14è de la Tercera República (78 anys).[74]
- 30 de març, Jouy-en-Josas (França): Léon Blum, polític socialista francès (n. 1872)[75]
- 3 d'abril, Nova York, EUA: Kurt Weill, compositor alemany d'origen jueu, posteriorment nacionalitzat estatunidenc (n. 1900) (50 anys).[76]
- 8 d'abril, Londres, Regne Unit: Vàtslav Nijinski, ballarí de dansa clàssica d'origen polonès.[77]
- 16 d'abril - Saint-Quentin, França: Madeleine Zillhardt, pintora, escriptora i decoradora francesa (n. 1863).[78]
- 6 de maig, Oxford, Regne Unit: Agnes Smedley, periodista, escriptora i feminista americana (n. 1892).[79]
- 12 de maig, Gant (Bèlgica): Anna de Weert, pintora impressionista, assagista i prosista (n. 1867).[80]
- 16 de maig, Nova York: Alice Kober, filòloga i arqueòloga estatunidenca, posà les bases per desxifrar l'escriptura lineal B (n. 1906).[81]
- 27 de maig, La Haia: Barbara Elisabeth van Houten, pintora neerlandesa (n. 1863).[82]
- 4 de juny, Madrid: Carmen Baroja, escriptora i etnòloga espanyola (n. 1908).[83]
- 29 de juny, Holzhausen: Melitta Bentz, emprenedora alemanya, inventora de la cafetera Melitta i del filtre de paper per al cafè (n. 1873).[84]
- 1 de juliol, Ginebra, Suïssa: Émile Jaques-Dalcroze, compositor, músic i educador musical suís, que va desenvolupar el mètode Dalcroze (84 anys).[85]
- 7 de juliol, Nova York (EUA): "Fats" Navarro, trompetista estatunidenc de jazz (n. 1923).[86]
- 18 de juliol, Iowa: Mignon Talbot, paleontòloga estatunidenca pionera, dedicada a l'estudi de vertebrats i invertebrats (n. 1869).[87]
- 22 de juliol, William Lyon Mackenzie King, polític canadenc, desè Primer ministre del Canadà (n. 1874).[75]
- 26 de juliol, Lausana, Suïssa: Hans Lodeizen, poeta.
- 30 de juliol, Porto: Guilhermina Suggia, violoncel·lista portuguesa (m. 1885).[88]
- 18 d'agost, Seraing, Bèlgica: Julien Lahaut, sindicalista, comunista i polític belga mort assassinat per a les forces ultra-catòliques belgues.
- 9 de setembre, Mèxic: Belén de Sárraga Hernández, activista social, fundadora de diverses revistes, feminista, lliurepensadora i republicana (n. 1872).[89]
- 15 d'octubre, París: Misia Sert, pianista i musa de diversos artistes a començament del segle xx (n. 1872).[90]
- 22 d'octubre, Wayne, Pennsilvània: Isabel Maddison, matemàtica britànica coneguda pel seu treball amb equacions diferencials.[91]
- 1 de novembre, Santiago, Xileː Eloísa Díaz Insunza, primera metgessa de Xile i d'Amèrica del Sud (n. 1866).[92]
- 2 de novembre, Hertfordshire, Regne Unit: George Bernard Shaw, dramaturg irlandès, Premi Nobel de Literatura de 1925 (94 anys).[93]
- 21 de desembre, Getaria: Joseph Apeztegi, jugador de pilota basca.
- Ibenhain: Emil Sahlender, director d'orquestra i compositor alemany.